# Cantón de Cloyes-sur-le-Loir
El cantón de Cloyes-sur-le-Loir era una división administrativa francesa, que estaba situada en el departamento de Eure y Loir y la región de Centro-Valle de Loira.

## Composición
El cantón estaba formado por quince comunas:
- Arrou
- Autheuil
- Boisgasson
- Charray
- Châtillon-en-Dunois
- Cloyes-sur-le-Loir
- Courtalain
- Douy
- La Ferté-Villeneuil
- Langey
- Le Mée
- Montigny-le-Gannelon
- Romilly-sur-Aigre
- Saint-Hilaire-sur-Yerre
- Saint-Pellerin

## Supresión del cantón de Cloyes-sur-le-Loir
En aplicación del Decreto n.º 2014-231 de 24 de febrero de 2014, el cantón de Cloyes-sur-le-Loir fue suprimido el 22 de marzo de 2015 y sus 15 comunas pasaron a formar parte del nuevo cantón de Brou.